# Securiops mandrare
Securiops mandrare is een haft uit de familie Baetidae. De wetenschappelijke naam van de soort is voor het eerst geldig gepubliceerd in 2006 door Jacobus, McCafferty & Gattolliat.
De soort komt voor in het Afrotropisch gebied.